# Момиченце търси баща
„Момиченце търси баща“ (на руски: Девочка ищет отца) е съветски филм от 1959 година, заснет от Беларусфилм по мотиви от едноименната пиеса на Евгений Рийс.
Създаден е по мотиви от пиеса, чийто сюжет е вдъхновен от действителната история за спасяването на четиригодишно момиче от Гестапо.

## Сюжет
Филмът разказва историята на малката дъщеря на легендарния партизански предводител Батка Панас.
По време на Великата отечествена война малката Лена (Анна Каменкова) остава сама, обкръжена от хитлеристите, след като майка и загива, а баща и, Батка Панас (Николай Бармин) предвожда партизаните. Стар лесничей укрива детето в беларуска горска хижа. Хитлеристите я издирват, надявайки се да я използват в ролята на заложник при евентуални преговори с партизаните. След като лесничея е убит, грижите за малката поема неговия внук Янка (Владимир Гусков). Рискувайки собствения си живот, той спасява Лена от фашистите.

## В ролите
- Анна Каменкова като Лена
- Владимир Гусков като Янка
- Николай Бармин като Батка Панас и секретаря на районния комитет на партията Микулич
- Владимир Дорофеев като стария лесничей
- Анна Егорова като Прасковя Ивановна
- Евгений Григориев като фелдшера Константин Лвович
- Константин Барташевич като Гюнтер, германския комендант на град Заполск
- Борис Кудрявцев като началника на полицията Булай
- Евгений Полосин като стареца
- Иван Шатило като комисаря на партизанския отряд
- Генадий Мичурин като полковника от СС
- Виктор Уралский като партизанина Володя
- Нина Гребешкова като Анечка, внучката на Прасковя
- Алевтина Румянцева като медицинската сестра
- Таня Байнерович като Нюша
- Юрий Алифанов като Петрус

## Награди
- Специална награда за най-добра детска роля от Международния кинофестивал в Мар дел Плата, Аржентина през 1960 година.
- Втора награда за най-добър филм от Международния кинофестивал за семейни филми във Виченца, Италия през 1965 година.
- Награда „Златна пластина“ за художника на филма Юрий Булийчев от Международния кинофестивал за семейни филми във Виченца, Италия през 1965 година.
- Ein Madchen sucht scinen vater